# USS Gato (SSN-615)
USS Gato (SSN-615)  — атомная подводная лодка класса «Трэшер», известная как «Вратарь» или «Чёрная кошка». Она стала второй подводной лодкой ВМС США, названный в честь вида кошачьих акул «гато» (первая с таким именем — USS Gato (SS-212)), обитающего у западного побережья Мексики.
Контракт на её строительство был заключён с отделом электрических лодок корпорации General Dynamics 9 июля 1960 года, а её киль был заложен 15 декабря 1961 года в Гротоне, штат Коннектикут. Она была спущена на воду 14 мая 1964 года и была введена в эксплуатацию 25 января 1968 года.
15 ноября 1969 года Гато столкнулась с советской подводной лодкой К-19 в Баренцевом море на глубине около 61 метра. Удар полностью уничтожил носовые гидролокаторы К-19 и повредил крышки передних торпедных аппаратов. К-19 вернулась в порт для ремонта, но Гато была относительно неповреждённой и продолжала патрулировать.
Она была первой атомной подводной лодкой, полностью обогнувшей Южную Америку, и первой атомной подводной лодкой, прошедшей через пролив Магеллана в 1976 году. Именно в этом путешествии она стала первой атомной подводной лодкой, прошедшей через Панамский канал.
25 апреля 1996 года Гато была выведена из эксплуатации и утилизирована.